# Benedikt VI.
Benedikt VI. (* in Rom; † Juli 974 ebenda) war Papst vom 19. Januar 973 bis Juni oder Juli 974.

## Leben
Benedikt war Sohn des Mönches Hildebrand und vor seinem Pontifikat Kardinaldiakon von San Teodoro. Er war ein Anhänger und wohl auch Kandidat Kaiser Ottos I. und wurde entgegen den Hoffnungen der Crescentier, einer römischen Adelsfamilie, die unter Johannes XIII. emporgekommen war, nach dessen Tod am 6. September 972 zum Papst gewählt. Die Überlieferung ist uneinheitlich, der Zeitraum der Wahl reicht von einer 13-tägigen Vakanz, die noch Mitte September, bis hin zu einer, die erst im Dezember endete. Da die Wahlbestätigung des Kaisers wohl noch abgewartet werden musste, wurde er erst am 19. Januar 973 geweiht. Diese Begründung ist nicht sicher, da Lampert von Hersfeld die Anwesenheit römischer Legaten in Deutschland erst zum Osterfest am 23. März 973 in Quedlinburg erwähnt. Nach dem Tod Ottos im Mai 973 verlor er seine Unterstützung in Rom und im darauffolgenden Jahr setzte ihn eine Gruppe römischer Adliger unter Führung des Crescentius de Theodora ab, der ein Sohn von Johannes Crescentius und Theodora der Jüngeren und damit Bruder von Papst Johannes XIII. war. Benedikt wurde auf der Engelsburg, der Stadtfestung der Crescentierfamilie, eingekerkert, und Bonifatius VII. zum Gegenpapst erhoben, der Benedikt VI. im Juli 974 durch den bestochenen Priester Stephan und dessen Bruder erwürgen ließ. Als der König Otto II. nach Italien zog, der Sohn Ottos I., setzte sich Bonifatius nach Byzanz ab.
Der manchmal zwischen Benedikt VI. und Benedikt VII. eingeschobene Papst „Donus II.“ oder „Damasus II.“ hat wohl nie existiert und gelangte durch ein Missverständnis in die Papstlisten (die Abkürzung „Dom.“ für Dominus, „Herr“, wurde als weiterer Papstname interpretiert).
Benedikt VI. soll die Gründung des Erzbistums Prag bestätigt haben.
Auf dem Campo Santo Teutonico wurde bei Bauarbeiten 1885 ein Grabsteinfragment entdeckt, das von der Grabplatte Benedikts stammen könnte.